# Ernst Heuman
Ernst Otto August Heuman, född den 9 juli 1858 i Halmstad, död den 25 augusti 1926 i Trichinopoly, Indien, var en svensk missionär. Han var kusin till Elis och Gustaf Daniel Heüman samt till Carl Heuman.
Heuman var son till rådman Anders Heuman av släkten Heuman och Christina Theolander. Han var ursprungligen språkman med latin, grekiska och nordiska språk i filosofie kandidatexamen 1880 och grekiska, latin och semitiska språk i filosofie licentiatexamen 1886. Under påverkan av den norske missionären Lars Olsen Skrefsrud trädde han i Santalmissionens tjänst  och var verksam som missionär i Santalistan norr om Calcutta i Indien 1886–1898. Under denna tid utarbetade han en Grammatisk studie öfver santal-språket, som utgavs i Det Kongelige Danske Videnskabernes Selskabs forhandling 1892. I Ymer, organ för Svenska Sällskapet för Antropologi och Geografi, utgav han 1892 en skildring Om santalfolket och dess nuvarande hemland.. 
En schism mellan Heuman och den norska missionsledningen ledde till att han återvände till Sverige. Efter sin återkomst lät han prästviga sig i svenska kyrkan (han hade tidigare prästvigt sig inom den norska) och var därefter 1900–1903 komminister i Fardhem på Gotland. År 1903 utsändes han av Svenska kyrkans mission till Tamil Nadu i Sydindien, där man bedrev verksamhet. Han blev där rektor för läroverket i Pudokottah. År 1919 ombildades missionsfältet till den självständiga Tamil Evangelical Lutheran Church  (Thamil Suvesesha Lutheran Thiruchabai) och han utsågs då till dess president. När kyrkan 1921 införde biskopsämbetet med titeln biskop av Tranquebar utsågs han till dess förste innehavare. Han åtog sig uppdraget men såg till att en indier blev domkapitlets vice ordförande.  Han blev filosofie doktor honoris causa vid Köpenhamns universitet 1894 och teologie doktor honoris causa vid Uppsala universitet 1917.